# Stanisław Brejdygant
Stanisław Ignacy Brejdygant (ur. 2 października 1936 w Warszawie) – polski aktor, reżyser, scenarzysta, pisarz i dramaturg.

## Życiorys

### Rodzina i edukacja
Jest synem Ignacego Brejdyganta i jego żony Janiny z domu Paprockiej. Matka pracowała w Towarzystwie Opieki nad Niemowlętami w Wołominie oraz Towarzystwie Przyjaciół Dzieci w Warszawie, ojciec był lekarzem i służył jako oficer podczas wojny. Miał starszą o osiem lat siostrę Barbarę, która była strzelcem w Szarych Szeregach.
Służył jako ministrant w kościele Matki Boskiej Loretańskiej w Warszawie, był także prezesem koła ministrantów. Należał także do 67. Warszawskiej Drużyny Harcerskiej. Od czasów szkolnych interesuje się literaturą, należał do Koła Młodych przy Związku Literatów Polskich. W okresie szkolnym dorabiał jako przewodnik turystyczny po Warszawie i recenzent filmów w redakcji „Sztandaru Młodych”.
Absolwent VIII Liceum Ogólnokształcącego im. Władysława IV w Warszawie, polonistyki na Uniwersytecie Warszawskim (praca dyplomowa: „Rozprawa Wyspiańskiego o Hamlecie w kontekście Wielkiej Reformy”), Wydziału Aktorskiego Warszawskiej Szkoły Teatralnej i reżyserii w łódzkiej filmówce.

### Kariera zawodowa
Jako aktor teatralny zadebiutował w 1954. Przez kilka miesięcy występował w Studenckim Teatrze Satyryków. Występował także na scenach teatrów warszawskich: Narodowego, Powszechnego, Nowego i Dramatycznego a także Teatru Bałtyckiego w Koszalinie, Teatru Polskiego w Poznaniu i Teatru Nowego w Łodzi. Jako reżyser pracował w Teatrze Współczesnym we Wrocławiu i Teatrze Nowym w Warszawie. Ma w dorobku m.in. role szekspirowskie i w adaptacjach Dostojewskiego. Jako reżyser wystawił m.in. Wiecznego małżonka i Idiotę Dostojewskiego oraz pięć oper (m.in. Damę Pikową Piotra Czajkowskiego).
Wystąpił w kilku filmach, słuchowiskach radiowych i widowiskach plenerowych. Dużą popularność zdobył jako dubbingujący tytułową postać w brytyjskim serialu Ja, Klaudiusz.
Jest członkiem Stowarzyszenia Pisarzy Polskich, był członkiem Zarządu Głównego ZASP-u, ZAiKS-u, PEN Clubu, ITI oraz Rady Pisarzy Trzech Mórz.

## Życie prywatne
Czterokrotnie żonaty. Pierwszą żoną aktora była malarka i scenografka Zofia Wierchowicz. Z małżeństwa ze śpiewaczką Nelą Obarską ma syna Igora (ur. 1971). Ma także syna Krzysztofa (ur. 1984) z pozamałżeńskiej relacji. Następnie ożenił się z historyczką sztuki Barbarą Janicką. W 2015 poślubił Ritę Kożewnikową.

## Role teatralne
- Hamlet, W. Szekspira – Hamlet
- Ryszard III, W. Szekspira – Ryszard III
- Zbrodnia i kara, F. Dostojewskiego – Raskolnikow
- Idiota, F. Dostojewskiego – Książę Myszkin
- Medea, Eurypidesa – Jazon
- Hitler-Stalin, (na motywach powieści W. Niekrasowa – Saperlipopette) – Stalin

## Filmografia

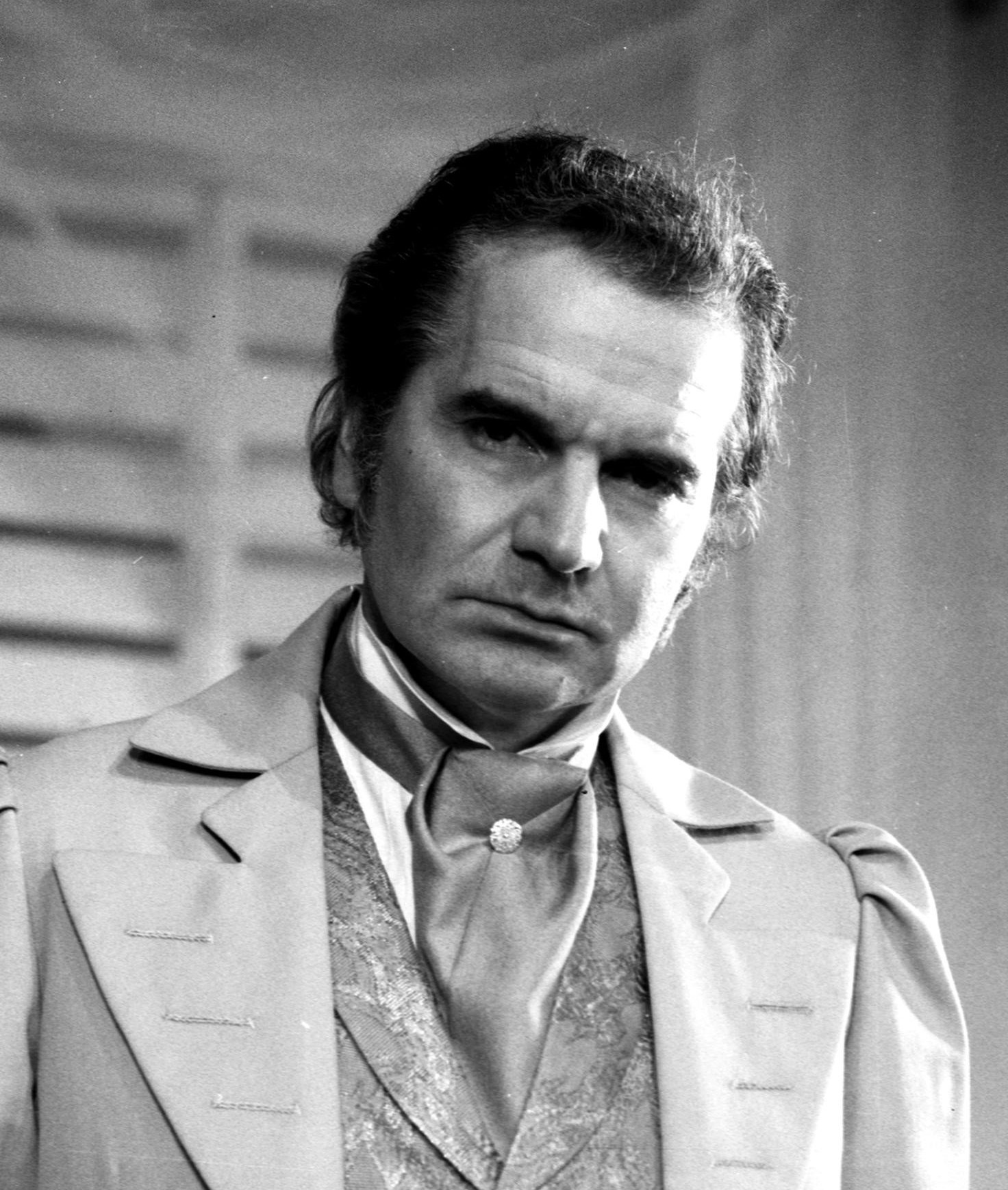
Stanisław Brejdygant (1980)

| Rok       | Tytuł                | Rola                                      | Uwagi                        |
| --------- | -------------------- | ----------------------------------------- | ---------------------------- |
| 1969      | Księżyc              | Lejtnant Oleg Antonowicz Kniaźnin         | także reżyseria i scenariusz |
| 1972      | Wyspy szczęśliwe     |                                           | reżyseria                    |
| 1974      | Opowieść w czerwieni |                                           | scenariusz                   |
| 1977      | Zakręt               | „cowboy” w filmie oglądanym przez Stefana | także reżyseria i scenariusz |
| 1982      | Wilczyca             | Hrabia Ludwik, właściciel Rosłowic        |                              |
| 1992      | Dotknięcie ręki      | wydawca Maier                             |                              |
| 1993      | Komedia małżeńska    | Pierre Duchamp                            |                              |
| 1993      | Lista Schindlera     | strażnik w fabryce Schindlera             |                              |
| 1994      | Legenda Tatr         | archanioł                                 |                              |
| 1995      | Akwarium             | dyplomata brytyjski                       |                              |
| 1995      | Spellbinder          | Summoner                                  |                              |
| 1998      | Biały kruk           | Mayor Rotschild                           |                              |
| 1998      | Siedlisko            | ksiądz proboszcz                          |                              |
| 2001      | Marszałek Piłsudski  | Alfred Wysocki                            |                              |
| 2001–2009 | Klan                 | Janusz Zamojdowski                        |                              |
| 2006      | Mrok                 | proboszcz Kozak                           |                              |
| 2008      | Wiosna 1941          | doktor Pankiewicz                         |                              |
| 2012      | Prawo Agaty          | profesor Bartka                           | odc. 7                       |
| 2012      | Paradoks             | biskup                                    | odc. 4                       |
| 2013      | Drogówka             | „papież”                                  |                              |
| 2015      | Historia Roja        | lekarz                                    |                              |
| 2015–2019 | Dziewczyny ze Lwowa  | profesor Witold Rotworoski                |                              |
| 2018      | Kler                 | ksiądz Teodor                             |                              |
| 2021      | Układ                | ojciec Wareckiego                         |                              |
| 2023      | Sortownia            | Marian Markowski, sąsiad Jacka            |                              |
| 2023      | Kajtek czarodziej    | starszy pan                               |                              |
| 2025      | M jak miłość         | Kosowski, ojciec Judyty                   | odc. 1870                    |
| 2025      | Dom dobry            | ksiądz emeryt                             |                              |

### Polski dubbing
- 1976: Ja, Klaudiusz jako Klaudiusz
- 1993: Dwaj zgryźliwi tetrycy jako John Gustafson
- 1995: Jeszcze bardziej zgryźliwi tetrycy jako John Gustafson
- 1996: Frankie i Johnny jako spiker
- 1997: Ostatni rozdział jako doktor Boyer
- 2005: Niania jako pan Siup
- 2015: Kopciuszek jako król

### Reżyser dubbingu
- 1993–1998: Animaniacy
- 1996: Frankie i Johnny

## Dramaty
- Kolonia Wyzwolenia
- Golgota
- Wyzwolony
- Próba
- Endline
- Godzina z Führerem
- Stacja XII
- Mniejszy brat
- Wyspa Wielkanocna

## Powieści i opowiadania
- Testament. Wydawnictwo Pax, Warszawa 1967.
- Być Bogiem: opowiadania. Czytelnik, Warszawa 1981.
- Stypa. Wydawnictwo Gamma, Warszawa 1991.
- Powiedz im. Polska Oficyna Wydawnicza BGW, Warszawa 1993.
- Maligna. Dom Wydawniczy Szczepan Szymański, Warszawa 1995.
- Świt o zmierzchu. Wydawnictwo Nowy Świat, Warszawa 2009.
- Wyzwolony i inne dramaty. Wydawnictwo Adam Marszałek, Toruń 2013.
- Zło: scenariusze: trzy filmy – oto ich zapis. Wydawnictwo Adam Marszałek, Toruń 2019.
- Zwierzenia. Wydawnictwo WAB, Warszawa 2023.
- Pokoje. Od urodzenia do wieku klęski, Świat Książki, Warszawa 2023.

## Wybrane scenariusze
- Weekend
- Sumienie
- Oczyszczenie
- Powieźli trumnę

## Odznaczenia
- Srebrny Medal „Zasłużony Kulturze Gloria Artis” (2013)[16]
- Odznaka ZAiKS-u (1998)[17]